# Adare
Adare (irl.: Áth Dara) è un villaggio della contea di Limerick, nell'Irlanda sud-occidentale. Situato in una zona interna della propria regione, ha una popolazione di 2 592 abitanti (CSO, 2006).

## Informazioni Generali
Il nome Adare deriva da Áth Dara, che significa 'il guado della quercia'; era uno storico punto di passaggio sul fiume Maigue.
Famoso per essere uno dei villaggi più carini, Adare è considerato dal governo irlandese come patrimonio.
Capo Adare (Antarctica) era il nome in onore del Visconte Adare dai suoi amici Captain Ross nel gennaio 1841. Il titolo deriva dal villaggio. Adare fu la vincitrice nazionale della città più pulita nel 1976.

### Economia
Adare è una delle mete turistiche più importanti dell'Irlanda sud-occidentale. Il patrimonio del centro locale, dà una profonda visione della storia del villaggio, ed ospita anche un certo numero di negozi dell'artigianato. Adare è anche un ritrovo popolare per matrimoni e conferenze. Adare è diventata una delle maggiori destinazioni golfistiche con due campi da 18 buche, l'Adare Golf Club, che incorpora un campo di golf senza buche per esercitarsi ed è stato fissato come sito dell'Irish Open del 2007, l'Adare Manor Golf Club e il campo Pitch e Putt. Adare ha due centri equestri: il Centro Equestre & Polo Clonshire e Adar Manor. Adare è la casa di un certo numero di stalle tra le più rinomate.
Una linea ferroviaria verso Foynes passa attraverso la città, ma
Adare Railway Station la Stazione ferroviaria è stata chiusa per decenni.

### Alloggiare, Cibo, Bere e Intrattenimento
Il villaggio offre tre hotel: l'Adare Manor, il Dunraven Arms e il Woodlands House.
Adare ha anche sei pub. All'interno del villaggio: Bill Chawke's, Collins', Seán Collins' e Lena's.
Nella periferia: The Thatch e Neville's. In più, ognuno dei tre hotel e dei due campi da golf, ha bar e ristoranti. Molti di questi pub e bar serve anche cibo.
Ci sono sei ristoranti: The Wild Geese, The Inn Between, The Abbots Rest, The Aches Restaurant, The Blue Door Cottage Pantry e The Pink Potato.
Ci sono anche cottage da affittare e numerosi Bed & Breakfast.

### Architettura
La strada principale possiede edifici e infrastrutture che combinano la purissima architettura irlandese con lo stile inglese, e sono costruite per preservare il patrimonio di Dunraven. Un esempio di più tarda forma architettonica include cottage con tetto in paglia vicini all'entrata del Adare Manor.

### Scuole
Le scuole presenti nella città sono: St. Joseph's National School (scuola solo maschile), Our Lady's Abbey NS (scuola esclusivamente femminile), St. Nicholas' primary school e Scoil Seán tSraide (entrambe scuole miste).

## Storia
Adare deriva da Áth Dara, 'il guado della quercia'. La città era prima situata vicino al guardo del fiume Mague nella regione conosciuta come Ardshanbally (che deriva da ard sean bhaile, 'vecchia città alta'), nei pressi dell'odierno castello di Desmond. Storicamente era una città di mercato, nel medioevo Adare era uno dei maggiori insediamenti e contiene tre monasteri e un castello.

### Priorato Agostiniano
Il Priorato Agostiniano venne fondato nel 1315 da John, conte di Kildare. Il priorato venne soppresso durante il regno di Enrico VIII. Nel 1807 la chiesa del Priorato venne data alla locale Chiesa d'Irlanda, una congrega simile alla chiesa parigina. Nel 1814 il refettorio venne ristrutturato e convertito in una scuola. Tre il 1852 e il 1854 una seconda ristrutturazione della chiesa venne finanziata da Carolina, contessa di Dunraven.

### Abbazia Francescana
I frati Francescani fondarono l'Abbazia francescana nel 1464 grazie al conte di Kildare e venne completato due anni dopo. Attualmente è in rovina e si trova all'interno dell'Adare Manor Golf Club. Ogni domenica di Pasqua una messa viene celebrata nell'Abbazia.

### Abbazia della Trinità
L'ordine della Santissima Trinità costruì il suo unico monastero in Irlanda ad Adare nel 1230. L'abbazia venne restaurata nel 1811 dal primo Conte di Dunraven come la chiesa cattolica di Parigi.

### Castello di Desmond
Si dice che venne eretto originariamente dagli O'Donovans, e in seguito entrato in possesso dei Kildare, una branca dei Fitzgerald. Il castello di Desmond, come è popolarmente conosciuto, risiede nella riva nord del Mague. Un'estensiva rinnovazione si sta svolgendo nel castello dal 1996.

## Culture

### Sport
Gli sport gaelici, specialmente hurling è molto popolare in Adare. La squadra di Hurling ha finalmente vinto il campionato di hurling del paese nel 2001 e con successo difeso il loro titolo nel 2002, solo per essere rilegati al terzo posto nel 2003 dopo aver perso senza eccezioni la finale del paese contro un grande rivale e vicino Patrickswell.
Nel football Adare non ha tradizionalmente successo, comunque nel 2002 loro raggiunsero la loro prima finale del paese, dove pareggiarono al primo gioco, e perso nella seconda partita per un solo punto.
La squadra di calcio locale è conosciuta come Adare United AFC.
Il golf è anch'esso popolare in Adare. Ci sono due campi da 18 buche. Uno è dietro all'Adare Manor e l'altro - che è attualmente chiamato Adare Manor Golf club - è nel lato nord del fiume Maigue. Dal 2007 al 2009 l'Irish open sarà tenuto dall'Adare golf club.